# Henri Piéron
Henri Louis Charles Piéron (Parigi, 18 luglio 1881 – Parigi, 6 novembre 1964) è stato uno psicologo francese.

## Biografia
Laureato in scienze nel 1912, conseguì il dottorato in psicologia fisiologica alla Sorbona di Parigi. Il suo impegno fu tale che solo un anno dopo dirigeva la rivista Année psychologique. Creò il primo istituto di psicologia all'Università di Parigi. I suoi studi lo portarono ad importanti ricerche nel campo della psicofisiologia, della psicologia differenziale, della docimologia e dell'orientamento professionale.

## Opere
- La psychologie du rêve au point de vue médical (con Nicolas Vaschide), 1902.
- Technique de Psychologie expérimentale. (con Édouard Toulouse e Nicolas Vaschide), 1904.
- L'évolution de la mémoire, 1910.
- Le problème physiologique du sommeil, 1913.
- Le cerveau et la pensée, 1923
- Éléments de Psychologie expérimentale, 1925.
- Psychologie expérimentale, 1927.
- Les sensibilités cutanées, 1928-1932.
- Le développement mental et l'intelligence. (Lezioni declamate all'Università di Barcellona), 1929.
- Les réflexes sus-élémentaires, in Georges Dumas, Nouveau Traité de Psychologie, vol. II, pp. 19-39, 1932.
- L'attention. L'habitude et la mémoire, in Georges Dumas, Nouveau Traité de Psychologie, vol. IV, pp. 3-136, 1934.
- Études docimologiques sur le perfectionnement des examens et concours (con Henri Laugier, H. Piéron, Édouard Toulouse e D. Weinberg), 1934.
- Le toucher, in Traité de Physiologie normale et pathologique, pubblicato con la supervisione di G.-H. Roger e L. Binet, vol. X, pp. 1055-1228, 1935.
- La connaissance sensorielle et les problèmes de la vision Paris, 1936.
- Physiologie de la vision, in Traité d'Ophtalmologie, vol. II, pp. 497-768, 1939.
- Psychologie zoologique, in Georges Dumas, Nouveau Traité de Psychologie, vol. VIII, fasc. 1., 1941.
- La sensation, 1945
- Psychologie différentielle. Livre premier du Traité de Psychologie appliquée, pubblicato con la supervisione di H. Piéron, 1949.
- Le niveau intellectuel des enfants d'âge scolaire (con Georges Heuyer, H. Piéron e A. Sauvy), 1950.
- Les problèmes fondamentaux de la Psychophysique dans la science actuelle, 1951.
- Vocabulaire de la Psychologie (con la collaborazione dell'Association des Travailleurs scientifiques), 1951.